# 张𣉿
张𣉿（1880年—？），字复元，浙江天台人，中国近代政治人物。

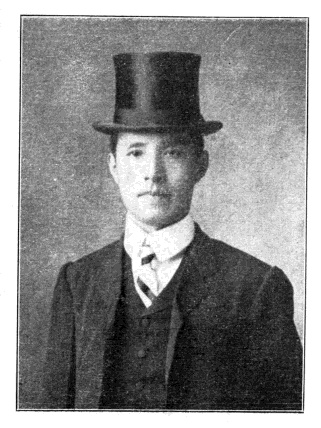

## 生平
张𣉿早年曾赴日本中央大学留学，获法学士学位。回国后，参加1910年游学毕业生考试，获赏法政科举人。此后曾在浙江法政专门学校任教。辛亥革命爆发后，被推为浙军政府民政科长。不久转任浙江省法院推事兼庭长，后又署理浙江省法院院长。1913年当选中华民国第一届国会参议院议员。1914年袁世凯解散国会后，任浙江按察使署机要秘书，并兼任司法秘书，代理承审处长、警务处长。1916年浙江省宣布独立，他出任都督府政务厅长。袁世凯死后国会恢复，仍任参议院议员。1917年出任护法国会参议院议员。1922年第一届国会再度恢复，他再度担任参议院议员。抗日战争期间，他曾任中华民国维新政府立法院立法委员、汪精卫政权立法院立法委员。